# Wessel Ebersohn
Pour les articles homonymes, voir Ebersohn.
Wessel Ebersohn, né le 6 mars 1940 à Le Cap dans la Province du Cap, aujourd’hui devenu province du Cap-Occidental, est un écrivain sud-africain. Il est principalement connu pour sa série de romans policiers consacrés à Yudel Gordon, un psychiatre juif évoluant en Afrique du Sud au temps de l’apartheid.

## Biographie
De 1966 à 1979, il est technicien en télécommunications successivement à Pretoria, Durban et Johannesbourg. La publication de son premier roman, A Lonely Place to Die (Coin perdu pour mourir), publié à Londres en 1979, lui vaut des démêlés avec les autorités sud-africaines, car il y dénonce le système de l'apartheid. Dès 1980, il se consacre entièrement à l'écriture.
Il est le créateur du personnage de Yudel Gordon, un psychiatre juif affecté au service des prisons, en butte au quotidien à une légitimation de l'injustice et du racisme au pays de l'apartheid où certaines lois protègent les criminels et font de la torture une pratique institutionnalisée. Dans Divide the Night (La Nuit divisée), paru en 1981, le docteur Gordon doit examiner un vieil épicier raciste de Johannesbourg qui vient d'abattre une petite fille noire qui lui volait un paquet de biscuits. Le psychiatre apprend peu à peu que l'épicier a tué ainsi huit personnes en dix ans et qu'il laisse volontairement son magasin ouvert la nuit dans l'espoir de mieux piéger ses victimes. Pour éviter de nouveaux meurtres, Gordon tente de le faire emprisonner, mais l'épicier, pour échapper à la justice, compte sur des appuis de taille dans les milieux du pouvoir blanc.

## Œuvre

### SérieYudel Gordon
- A Lonely Place to Die (1979) Publié en français sous le titre Coin perdu pour mourir, traduction de Nathalie Godard, Paris, Sombre Crapule no 13, 1989, réédition Rivages/Noir no 193, 1994.
- Divide the Night (1981) Publié en français sous le titre La Nuit divisée, traduction d’Hélène Prouteau, Paris,  Sombre Crapule no 7, 1989, Rivages/Noir no 153, 1993.
- Closed Circle (1990) Publié en français sous le titre Le Cercle fermé, traduction de Danièle et Pierre Bondil, Paris, Rivages/Noir no 249, 1996.
- The October Killings (2011) Publié en français sous le titre La Tuerie d’octobre, traduction de Fabienne Duvigneau, Paris, Rivages/Noir no 942, 2014.
- Those Who Love Night (2012) Publié en français sous le titre La nuit est leur royaume, traduction de Fabienne Duvigneau, Paris, Rivages/Thriller, 2016.

### Autres romans
- The Centurion (1979)
- Store Up the Anger (1980) Publié en français sous le titre Les Greniers de la colère, traduction d’Éric Sarner, Paris, Bernard Coutaz, 1988.
- Klara's Visitors (1987)
- In Touching Distance (2004)
- The Classifier (2011)
- The Top Prisoner of C-Max (2012)

## Source
- Claude Mesplède (dir.), Dictionnaire des littératures policières, vol. 2 : J - Z, Nantes, Joseph K, coll. « Temps noir », 2007, 1086 p. (ISBN 978-2-910-68645-1, OCLC 315873361), p. 650-651.